# Przemiwółki
Przemiwółki (ukr. Перемивки, Peremywky) – wieś na Ukrainie, w rejonie lwowskim (wcześniej w rejonie żółkiewskim) obwodu lwowskiego. Wieś liczy około 201 mieszkańców.

## Historia
Wieś należała do rodziny Mrozowickich herbu Prus III, w 1754 roku Adam Mrozowicki, starosta stęgwilski i regimentarz wojsk koronnych, przekazał Przemiwółki oraz wieś Smereków, jako donację Franciszkowi Postempskiemu, cześnikowi buskiemu. W XIX wieku wieś należała do rodziny Bogdanowiczów herbu Łada.
W II Rzeczypospolitej do 1934 samodzielna gmina jednostkowa. Następnie należała do zbiorowej wiejskiej gminy Nadycze w powiecie żółkiewski w woj. lwowskim. Po wojnie wieś weszła w struktury administracyjne Związku Radzieckiego.
W kwietniu 1944 roku UPA wezwała Polaków mieszkających w Przemiwółkach do wyprowadzenia się za San w ciągu 2 dni.
W Przemiwółkach urodził się Jan Bajsarowicz – polski polityk ludowy, rolnik, poseł na Sejm II P.